# Fougères
Fougères (bretonă: Felger) este un oraș situat în vestul Franței, sub-prefectură a departamentului Ille-et-Vilaine, în regiunea Bretania.
1. ↑  répertoire géographique des communes, accesat în 26 octombrie 2015
2. ↑  dataset of postal codes in France, 1 octombrie 2018